# Frantzley Valbrun
Frantzley Valbrun,  connu sous le pseudonyme de Konpè Konsèy, est né en Haïti en 1997. Il est écrivain, poète, critique, journaliste culturel et Anthropo-sociologue en formation à la Faculté d'Ethnologie de l'Université d'État d'Haïti (UEH),,.

## Biographie
Frantzley Valbrun, connu sous le pseudonyme de Konpè Konsèy, est né en Haïti en 1997. Il est écrivain, poète ,  critique-litteraire , journaliste culturel et Anthropo-sociologue en formation à la Faculté d'Ethnologie de l'Université d'État d'Haïti (UEH). Sa mère, Denise Jean Pierre, et son père, Jérôme Valbrun, ont toujours encouragé son amour pour les mots. Père d'un jeune fils, Louiney De Frankensley Valbrun, Frantzley incarne un mélange de tradition et de modernité sur la scène littéraire et journalistique en  haiti . Étant rédacteur au journal Le Nouvelliste, Frantzley a collaboré à plusieurs autres médias du pays, tels que : Le National, Journal La Ruche, Tandans7, SHELNEWS et autres.
En 2017, il a obtenu des formations en Théâtre par l'entremise de la Bibliothèque Communautaire de Deschapelle et des formations en Bibliothécaires au Centre Pen-Haïti, en 2020 et des formations en Technique de vérification des faits et d’enquête dans un environnement politico-sécuritaire spécifique à l’ère des réseaux sociaux, organisées par UNESCO et OIF en 2020.
En 2017, il a publié son premier recueil de poésie à compte d’auteur, intitulé « Makòn Dan», et «Kolye an denmon» en 2019, chez les editions Floraison, Port-Prince, Haiti. Ensuite, il a enrichi la littérature haïtienne avec plusieurs œuvres notables textes comme: Au pays des verbes, poème infecté (2024), Mo pou timoun renmen apre lapli (édition Couleur d’Encre, 2024),. 
En plus de ses publications, Frantzley a contribué à plusieurs revues et magazines littéraires, dont FÈl-MAG, Marande et Sosyete Koukouy. Ses écrits sont souvent centrés sur un concept innovant qu'il a baptisé "Kosmopolitis / Cosmopolitisme". Cette école de pensée se distingue par son approche unique, prônant un humanisme sans frontières qui s’inspire des valeurs et des traditions des aborigènes d’Haïti. Elle cherche entre autres à réconcilier le local et le global, en valorisant l'identité culturelle tout en embrassant une vision universelle de l'humanité. À travers "Kosmopolitis / Cosmopolitisme ", Frantzley explore les thèmes de l'interconnexions / intercullturels humaines, de la tolérance et de la solidarité universelle, offrant une réflexion profonde sur ce que signifie être humain dans un monde de plus en plus globalisé,.

## Distinctions
- Lauréat le prix poésie «Kreyoliti» 2020[10]